# Giru di Baekje
Giru (기루?, 己婁?, nato Buyeo Giru; ... – Baekje, novembre 128) è stato il terzo re di Baekje, sul quale regnò dal 77 alla morte, nel 128.

## Biografia
Buyeo Giru era il figlio maggiore del secondo re di Baekje, Daru, e ne divenne l'erede al trono nell'anno 33, salendo al trono alla morte del padre, nel 77.

## Regno
Pochi dettagli del suo regno sono conosciuti. Il Samguk Sagi registra alcuni disastri naturali, inclusi terremoti, siccità e tifoni, che si pensa indichino un auspicio infausto per il regno.
Iniziò ad invadere i territori di confine del regno rivale di Silla nell'85, ma firmò un trattato di pace nel 105. Baekje e Silla rimasero in pace da allora in poi. Nel 125, Giru aiutò Silla su richiesta di re Jima per respingere un'invasione dei Malgal. Non essendoci nessun nemico a est di Baekje, strinse legami con Goguryeo, mandando 10.000 soldati alla comanderia di Xuantu nel 122.

## Famiglia
- Padre: Daru di Baekje
- Madre: Yeongsa
- Figli:

1. Principe Gaeru, il figlio maggiore, salito al trono come re Gaeru nel 128.
2. Buyeo Jil